# Chonlathee Thanthong
Chonlathee Thanthong (thaï : ชลธี ธารทอง), né le 31 août 1937 à Chonburi et mort le 21 juillet 2023 à Bangkok, est un artiste national de Thaïlande auteur-compositeur et chanteur de luk thung. Il est à l'origine du succès de nombreux chanteurs célèbres du luk thung , notamment Sayan Sanya, Yodrak Salakjai, Sornphet Sornsuphan, Pumpuang Duangjan, Seri Roongsawang, Jintara Poonlarp, Sunaree Rachasima et Damrong Wongthong.
En 2016, il a composé et chanté la chanson populaire Fah Rong Hai (thaï : ฟ้าร้องไห้) pour la mort du roi Bhumibol Adulyadej.
Chonlathee meurt le 21 juillet 2023 à Bangkok.

## Distinctions
- Commandeur de Ordre de l'Éléphant blanc (Thaïlande, 1993)
- Compagnon de l'Ordre du Direkgunabhorn (en) (Thaïlande, 2001)
- Médaille du chiffre royal (Thaïlande)